# 石川哲罗鱼
石川哲罗鱼（学名：Hucho ishikawai）为輻鰭魚綱鮭形目鲑科哲罗鱼属的鱼类，為溫帶淡水魚，分布於亞洲東北亞的鴨綠江、朝鮮半島的將子江、原州河與長津江，體長可達50公分，棲息在水流湍急的溪流底部，生活習性不明。